# Martin Karplus
Martin Karplus (15. března 1930 Vídeň – 28. prosince 2024) byl americký teoretický chemik, původem z Rakouska, jeden z nositelů Nobelovy ceny za chemii za rok 2013.

## Život
Narodil se ve Vídni. Ještě když byl dítětem, jeho rodina v březnu 1938, několik dnů po nacistickém anšlusu, uprchla z Rakouska. Pak strávil několik měsíců ve švýcarském Curychu a ve francouzském La Baule, následně rodina emigrovala do Spojených států.
V roce 1950 získal bakalářský titul na Harvardově univerzitě, pak pokračoval ve studiu na Kalifornském technologickém institutu. V roce 1953 získal pod vedením Linuse Paulinga titul Ph.D. V letech 1953–1955 byl pod vedením Charlese Coulsona postdoktorandem na Oxfordské univerzitě. V letech 1960–1967 učil na Univerzitě Illinois v Urbana Champaign a na Kolumbijské univerzitě, následně odešel na Harvard.
Jeho vědecká práce zasahuje do různých oblastí fyzikální chemie, například NMR spektroskopie, chemické dynamiky, kvantové chemie a zejména do oboru molekulové dynamiky, konkrétně simulací biomolekul. V roce 2013 získal Nobelovu cenu za chemii, společně s Michaelem Levittem a Ariehem Warshelem.